# Naval Air Station Pensacola

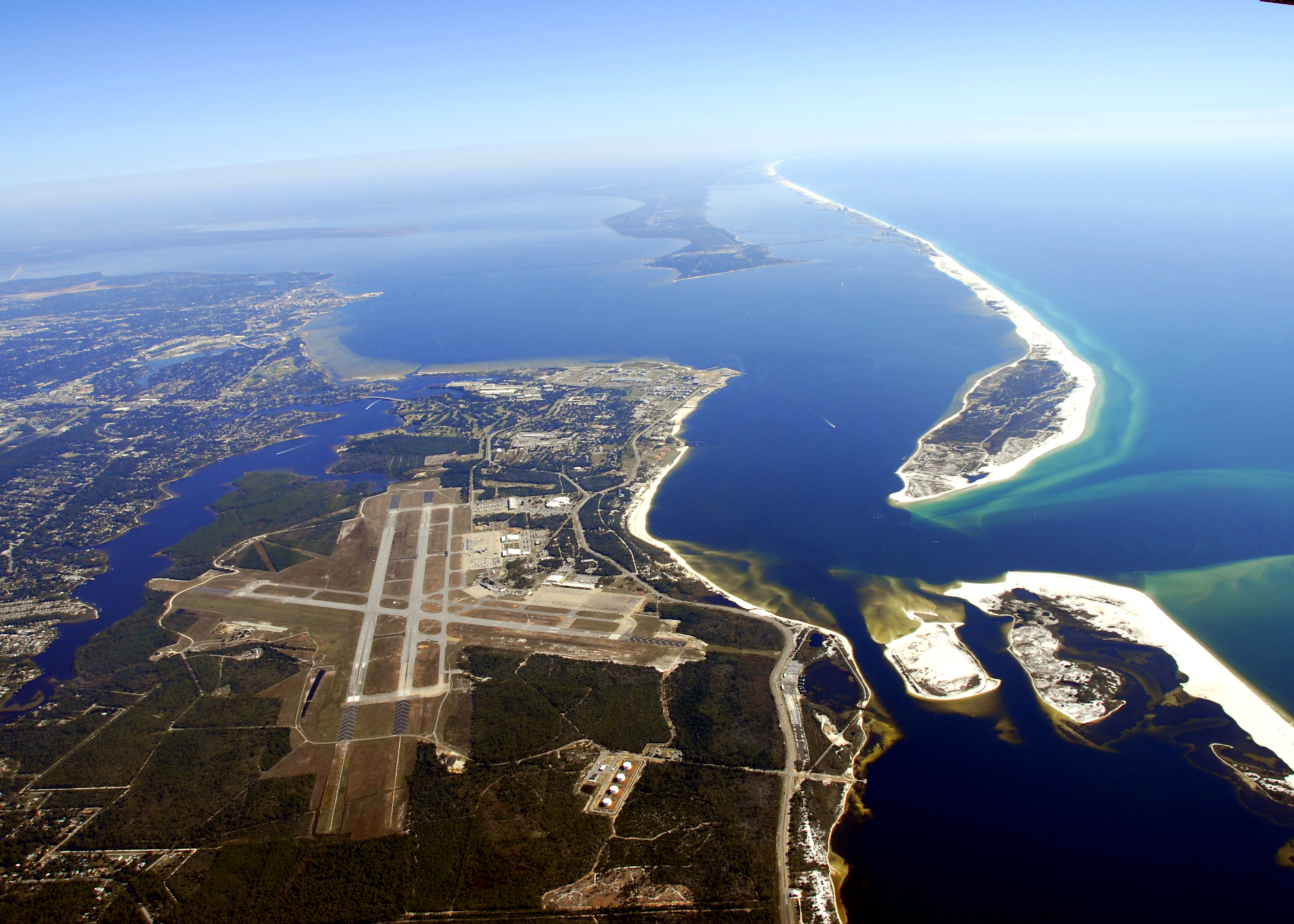
Flygfoto över Naval Air Station Pensacola från 2007.

Naval Air Station Pensacola är en militär flygplats (IATA: NPA, ICAO: KNPA, FAA LID: NPA) tillhörande USA:s flotta i den västra delen av delstaten Florida som är belägen sydväst om staden Pensacola i Escambia County närmast Warrington vid kusten till Mexikanska golfen.
Basen är mest känd som platsen där den grundläggande pilotutbildningen för marinflygare i USA:s flotta, USA:s marinkår och USA:s kustbevakning äger rum. Flygbasen ses som "marinflygets vagga" då det första förbandet inrättades här på 1910-talet.

## Verksamhet
Training Air Wing SIX (TRAWING 6) utbildar navigatörer för USA:s flotta och USA:s marinkår samt för flera andra allierade staters flygvapen. TRAWING SIX flyger med T-45C Goshawk och T-6A Texan II och består av tre skvadroner: Training Squadron 4 (VT-4) "Warbucks", Training Squadron 10 (VT-10) "Wildcats" samt Training Squadron 86 (VT-86) "Sabrehawks". 
På basen finns högkvarteret för flottans utbildningskommando Naval Education and Training Command (NETC) samt Naval Aerospace Medical Institute (NAMI) där är samtliga av flottans flygläkare utbildas. Flyguppvisningsskvadronen Blue Angels är även stationerade på platsen större delen av året.

## Museum

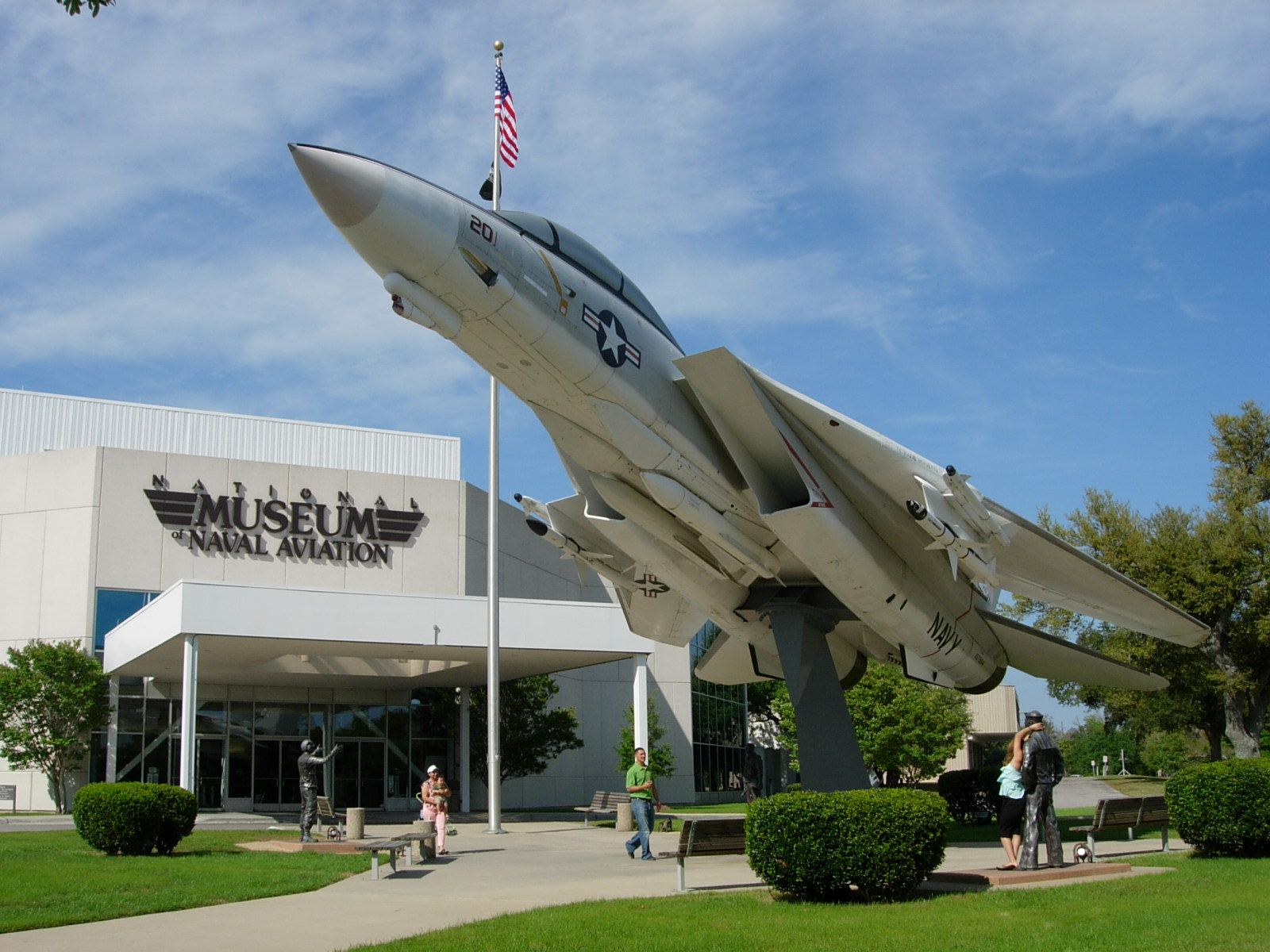
En F-14 Tomcat uppställd utanför National Museum of Naval Aviation.

Ine på området finns National Naval Aviation Museum som är ett flottans officiella museum inom ramen för Naval History & Heritage Command och som har utställningar och föremål som berättar om marinflygets historia och traditioner.